# Hend Zamīn
Hend Zamīn (persiska: هند زمين, مَندی زَمين, هَندِ زَمين) är en ort i Iran.   Den ligger i provinsen Qazvin, i den nordvästra delen av landet, 240 km nordväst om huvudstaden Teheran. Hend Zamīn ligger 335 meter över havet och antalet invånare är 137.
Terrängen runt Hend Zamīn är varierad. Hend Zamīn ligger nere i en dal.Runt Hend Zamīn är det ganska glesbefolkat, med 29 invånare per kvadratkilometer. Närmaste större samhälle är Āltīn Kosh, 5,0 km söder om Hend Zamīn. Trakten runt Hend Zamīn består i huvudsak av gräsmarker.